# IC 979
IC 979 је спирална галаксија у сазвјежђу Волар која се налази на листи објеката дубоког неба у Индекс каталогу.
Деклинација објекта је + 14° 49' 54" а ректасцензија 14h 9m 32,3s. Привидна величина (магнитуда) објекта IC 979 износи 13,7 а фотографска магнитуда 14,5. IC 979 је још познат и под ознакама UGC 9053, MCG 3-36-61, CGCG 103-90, PGC 50530.